# Гдов (городское поселение)

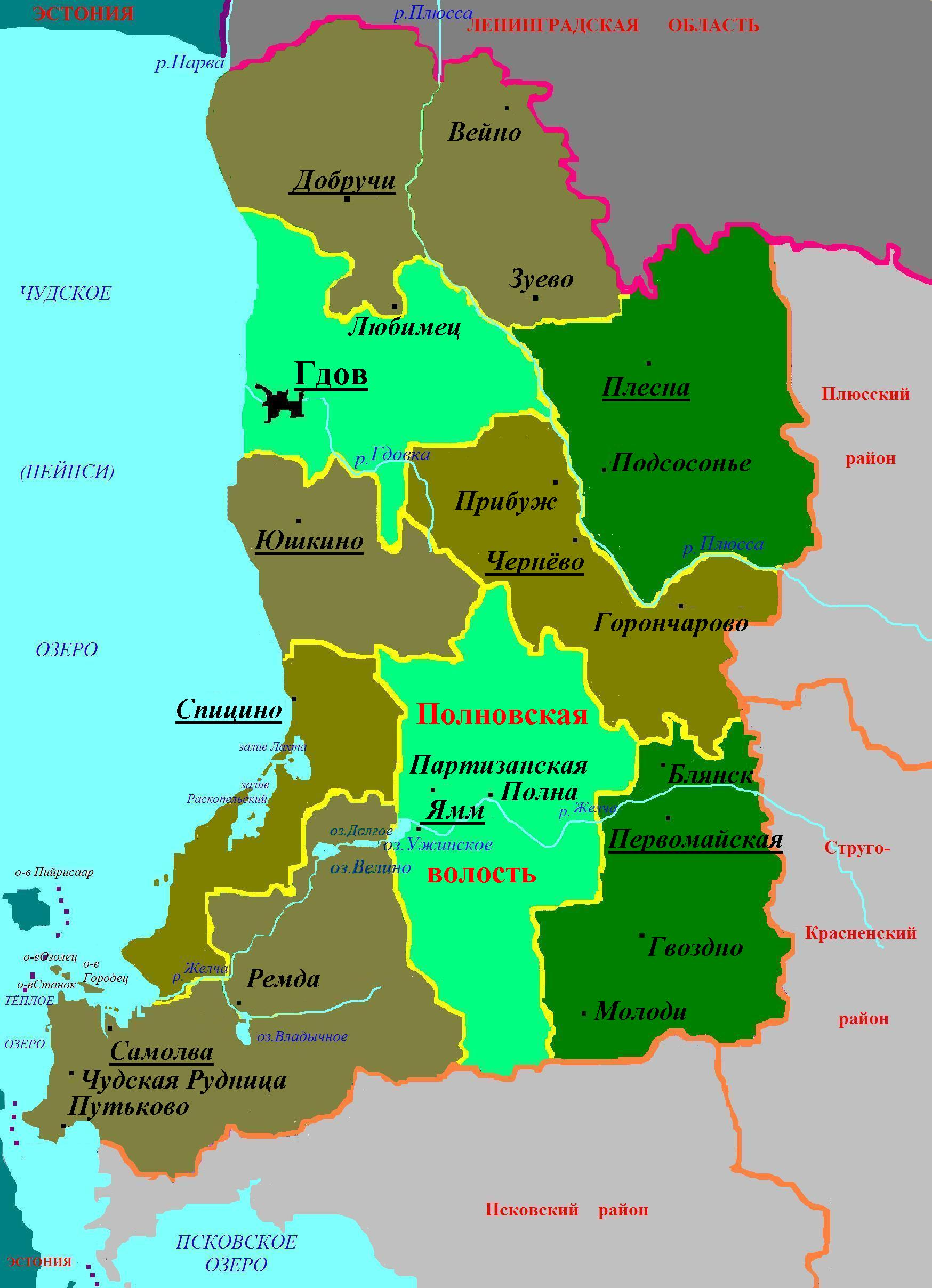
Административное деление Гдовского района

Гдов (муниципальное образование «Гдов» или городское поселение «Гдов») — муниципальное образование со статусом городского поселения в Гдовском районе Псковской области России.
Административный центр — город Гдов.

## География
Территория городского поселения граничит на юге с Юшкинской и Чернёвской волостями, на востоке — с Плесновской волостью, на севере — с Добручинской волостью Гдовского района, на западе омывается водами Чудского озера и по воде граничит с Эстонией.

## Население
| 2010  | 2012  | 2013  | 2014  | 2015  | 2016  | 2017  |
| ----- | ----- | ----- | ----- | ----- | ----- | ----- |
| 6263  | ↘6051 | ↘5975 | ↘5842 | ↘5769 | ↘5570 | ↘5484 |
| 2018  | 2019  | 2020  | 2021  |       |       |       |
| ↘5405 | ↘5362 | ↘5222 | ↘4764 |       |       |       |

Городское население по данным переписи населения 2010 года составляет 69,9 % (4379 жителей города Гдова), сельское население — 30,1 % (или 1884 сельских жителей).

## Состав городского поселения
В состав городского поселения входят 63 населённых пункта
| №  | Населённый пункт    | Тип населённого пункта        | Население |
| -- | ------------------- | ----------------------------- | --------- |
| 1  | Байдаково           | деревня                       | ↘13       |
| 2  | Бакин Конец         | деревня                       | →0        |
| 3  | Брагино             | деревня                       | ↘28       |
| 4  | Булатовщина Ближняя | деревня                       | ↘47       |
| 5  | Булатовщина Дальняя | деревня                       | ↘0        |
| 6  | Быковщина           | деревня                       | ↘16       |
| 7  | Верхний Гусинец     | деревня                       | ↘6        |
| 8  | Верхоляне-1         | деревня                       | ↘49       |
| 9  | Верхоляне-2         | деревня                       | ↘52       |
| 10 | Волосово            | деревня                       | ↘7        |
| 11 | Вязка               | деревня                       | ↘0        |
| 12 | Гдов                | город, административный центр | ↘3194     |
| 13 | Гривы               | деревня                       | ↘4        |
| 14 | Губино              | деревня                       | ↘4        |
| 15 | Дуброво             | деревня                       | ↘0        |
| 16 | Дулёво              | деревня                       | ↘1        |
| 17 | Еврейно             | деревня                       | ↘6        |
| 18 | Ермаково            | деревня                       | ↘4        |
| 19 | Жуково              | деревня                       | ↗27       |
| 20 | Задубье             | деревня                       | ↘10       |
| 21 | Заклинье            | деревня                       | ↘4        |
| 22 | Захаровщина         | деревня                       | ↘8        |
| 23 | Каменный Конец      | деревня                       | ↘24       |
| 24 | Кануновщина         | деревня                       | ↘24       |
| 25 | Колодье             | деревня                       | ↘3        |
| 26 | Колоколово          | деревня                       | ↘84       |
| 27 | Комарова Гора       | деревня                       | ↗3        |
| 28 | Котеницы            | деревня                       | ↘0        |
| 29 | Крутое              | деревня                       | ↗1        |
| 30 | Лаптовицы           | деревня                       | ↘13       |
| 31 | Липяги              | деревня                       | ↗2        |
| 32 | Луги                | деревня                       | →0        |
| 33 | Лунёвщина           | деревня                       | ↘41       |
| 34 | Лядцы               | деревня                       | ↘20       |
| 35 | Мазиха              | деревня                       | ↘6        |
| 36 | Макарушино          | деревня                       | ↗128      |
| 37 | Машутино            | деревня                       | ↗24       |
| 38 | Михково             | деревня                       | ↗7        |
| 39 | Надозерье           | деревня                       | ↘17       |
| 40 | Нижний Гусинец      | деревня                       | ↘3        |
| 41 | Озерки              | деревня                       | ↘0        |
| 42 | Островня            | деревня                       | →0        |
| 43 | Панково             | хутор                         | ↘0        |
| 44 | Подборовье          | деревня                       | ↘0        |
| 45 | Подкурье            | деревня                       | ↗18       |
| 46 | Подолешье           | деревня                       | ↘27       |
| 47 | Подоспа             | деревня                       | ↘5        |
| 48 | Полично             | деревня                       | ↘200      |
| 49 | Свобода             | деревня                       | ↘3        |
| 50 | Сельцо-Князево      | деревня                       | ↘50       |
| 51 | Сельцы              | деревня                       | ↘12       |
| 52 | Синьковщина         | деревня                       | ↘25       |
| 53 | Слобода             | деревня                       | ↘522      |
| 54 | Сошня               | деревня                       | ↘2        |
| 55 | Сырой Лес           | деревня                       | ↘22       |
| 56 | Татьянкино          | деревня                       | →2        |
| 57 | Устье               | деревня                       | ↘169      |
| 58 | Хохлово Барское     | деревня                       | ↘28       |
| 59 | Черемха             | деревня                       | ↗5        |
| 60 | Черма               | деревня                       | ↘39       |
| 61 | Шиловщина           | деревня                       | ↗3        |
| 62 | Юхновщина           | деревня                       | ↘3        |
| 63 | Ямщина              | деревня                       | ↘63       |

## История
До 1927 года территория поселения входила в Гдовскую волость Гдовского уезда Санкт-Петербургской (Петроградской) губернии. В 1927 году она вошла в Гдовский район Ленинградской области в виде Колоколовского, Луговского, Подборовского, Поличенского, Селецкого, Черемховского и собственно Гдовского  сельсоветов. В 1928 году Колоколовский и часть Луговского сельсовета были включены в Гдовский сельсовет, а другая часть Луговского сельсовета вошла в Черемховский сельсовет.
С 1944 года — в составе Гдовского района Псковской области.
Указом Президиума Верховного Совета РСФСР от 16 июня 1954 года в Гдовский сельсовет был включён упразднённый Селецкий сельсовет, а в Черемховский сельсовет — упразднённый Подборовский сельсовет.
Решением Псковского облисполкома от 3 января 1959 года  в Гдовский сельсовет был включён упразднённый Поличенский сельсовет.
Решением Псковского облисполкома от 24 декабря 1959 года в Гдовский сельсовет была включена часть упразднённого Черемховского сельсовета.
Решением Псковского облисполкома от 27 августа 1964 года из Гдовского сельсовета был выделен Юшкинский сельсовет.
Постановлением Псковского областного Собрания депутатов от 26 января 1995 года все сельсоветы в Псковской области были переименованы в волости, в том числе Гдовский сельсовет был превращён в Гдовскую волость.
1 января 2006 года, согласно Закону Псковской области от 28 февраля 2005 года, городское поселение «Гдов» было создано путём объединения территорий города Гдов и упразднённой Гдовской волости.